# Cedric Teguía
Cedric Wilfried Teguía Noubi (Douala, Camerún, 1 de octubre de 2001) es un futbolista camerunés con nacionalidad española. Se desempeña en la posición de delantero y su club es el Moreirense Futebol Clube de la Primeira Liga.

## Trayectoria
Es hijo de Gilles un exjugador del Rugby Atleti, un equipo de rugby formado por aficionados del Atlético de Madrid. Tras traérselo su padre de Camerún y llevarlo a hacer una prueba con el club colchonero, en 2012 se enroló en la cantera del Atlético de Madrid donde iría quemando etapas hasta llegar al juvenil.
La temporada 2016-17 la comenzó en el Atlético de Madrid Juvenil "B", y en apenas dos años pasaría por el Atlético Madrileño y Juvenil A hasta llegar a debutar con el filial. 
Durante la temporada 2018-19 disputó partidos de la Liga Juvenil de la UEFA y formó parte del Atlético de Madrid "B" de la Segunda División B.
Durante la temporada 2019-20 jugó en las filas del Atlético de Madrid "B", con el que disputa la cifra de 20 partidos de liga y un encuentro de play-off de ascenso en la Segunda División B y anotaría un gol. También disputó la Liga Juvenil de la UEFA en la que jugó 12 partidos y anotó un tanto con el equipo juvenil.
El 27 de agosto de 2020 llegó cedido al Real Oviedo de la Segunda División por una temporada. Jugó 11 encuentros oficiales durante la primera mitad del curso y el 1 de febrero de 2021 se canceló la cesión y firmó, también cedido, por el Albacete Balompié de la misma categoría. El 24 de agosto del mismo año fue cedido al Real Club Celta de Vigo "B" de la Primera División RFEF.
El 7 de julio de 2022, firma en calidad de cedido por el Córdoba C. F. de la Primera Federación, durante una temporada.
El 31 de enero de 2023, rompe su contrato de cesión con el conjunto cordobés y firma hasta el final de la temporada por el Club de Fútbol Intercity de la Primera División RFEF.
En la temporada 2023-24, firma por la A. D. Ceuta F. C. de la Primera Federación, con el que anota 8 goles y da 4 asistencias en 37 partidos.
El 26 de junio de 2024, firma por el FC Cartagena de la Segunda División de España, en los que disputa 23 partidos como albinegro, 21 de ellos en liga, en los que anota 2 goles.
El 3 de febrero de 2025, firma por el Moreirense Futebol Clube de la Primeira Liga.

## Selección nacional
Es internacional sub-17, sub-18 y sub-19 con la selección española.

## Clubes
| Club                              | País     | Año       |
| --------------------------------- | -------- | --------- |
| Atlético de Madrid "B"            | España   | 2019-     |
| Real Oviedo (cedido)              | España   | 2020-2021 |
| Albacete Balompié (cedido)        | España   | 2021      |
| R. C. Celta de Vigo "B" (cedido)  | España   | 2021-2022 |
| Córdoba C.F. (cedido)             | España   | 2022-2023 |
| Club de Fútbol Intercity (cedido) | España   | 2023      |
| A. D. Ceuta F. C.                 | España   | 2023-2024 |
| FC Cartagena                      | España   | 2024-2025 |
| Moreirense Futebol Clube          | Portugal | 2025-Act. |